# 第一電台
第一電台（斯洛文尼亞語：Radio Prvi）是斯洛文尼亞廣播電視台一條於1928年開播的電台頻道，為斯洛文尼亞第一條和歷史最為悠久的電台頻道。這條頻道會播放各種類型的節目，並曾經在2010年11月19日「晚間遊歷」（Nočnem obisku）節目當中邀請兩位斯洛文尼亞語維基百科管理員前來接受訪問。